# Typhinellus
Typhinellus là một chi ốc biển, là động vật thân mềm chân bụng sống ở biển trong họ Muricidae, họ ốc gai.

## Các loài
Các loài thuộc chi Typhinellus bao gồm:
- Typhinellus amoenus Houart, 1994[2]
- Typhinellus bicolor Bozzetti, 2007[3]
- Typhinellus insolitus (Houart, 1991)[4]
- Typhinellus labiatus (de Cristofori & Jan, 1832)[5]
- Typhinellus occlusus (Garrard, 1963)[6]
- Typhinellus sowerbyi (Broderip, 1833)[7]: đồng nghĩa của Typhinellus labiatus